# Arabski Puchar Zdobywców Pucharów
Arabski Puchar Zdobywców Pucharów (arab. بطولة الأندية العربية لأبطال الكؤوس, ang. Arab Cup Winners' Cup) – coroczne klubowe rozgrywki piłkarskie dla zdobywców Pucharów krajowych krajów arabskich organizowane przez UAFA (ang. UAFA – Union of Arab Football Associations, fr. UAFA – Union des Associations de Football Arabe) w latach 1989-2001.

## Historia
Zapoczątkowany został w 1989 roku przez UAFA jako Arabski Puchar Zdobywców Pucharów. W rozgrywkach uczestniczyły zespoły, które zdobyły Puchar krajowy. W turnieju uczestniczyło 8 drużyn: CR Belcourt (zdobywca Pucharu Algierii), Ittihad FC (zdobywca Pucharu Arabii Saudyjskiej 1988), Al-Hilal (Rijad) (zdobywca Pucharu Arabii Saudyjskiej 1989), Zamalek SC (zdobywca Pucharu Egiptu), Al-Rasheed (zdobywca Pucharu Iraku), Kuwait SC (zdobywca Pucharu Kuwejtu), Al-Fotuwa SC (zdobywca Pucharu Syrii) i Stade Tunisien (zdobywca Pucharu Tunezji). Najpierw drużyny zostały podzielone na dwie grupy, a potem czwórka najlepszych zespołów systemem pucharowym walczyły o Puchar. Pierwszym zwycięzcą został Stade Tunisien.
II edycja nie odbyła się.
W 2001 została rozegrana ostatnia edycja Pucharu, po czym rozgrywki zostały połączone z Arabskim Pucharem Mistrzów Klubowych i przekształcona na Turniej księcia Faysala bin Fahada, a później na Arabską Ligę Mistrzów.

## Finały
| Rok            |                                   | Zwycięzca                         | Wynik                             | Finalista                                    |                | Stadion        | Widzów |
|                | Arabski Puchar Zdobywców Pucharów | Arabski Puchar Zdobywców Pucharów | Arabski Puchar Zdobywców Pucharów |                                              |                |                |        |
| -------------- | --------------------------------- | --------------------------------- | --------------------------------- | -------------------------------------------- | -------------- | -------------- | ------ |
| 1989 Szczegóły | Stade Tunisien                    | 0:0 po dogr. karne 6:5            | Kuwait SC                         | Stadion Księcia Abdullaha al-Fajsala, Dżudda |                |                |        |
| 1990           | nie rozgrywano                    | nie rozgrywano                    | nie rozgrywano                    | nie rozgrywano                               | nie rozgrywano | nie rozgrywano |        |
| 1991 Szczegóły | CO Casablanca                     | 1:0                               | Arab Contractors SC               | Malab Al Maktum, Dubaj                       |                |                |        |
| 1992 Szczegóły | CO Casablanca                     | 2:0 po dogr.                      | Al-Sadd                           | Stadion Księcia Abdullaha al-Fajsala, Dżudda |                |                |        |
| 1993 Szczegóły | CO Casablanca                     | 1:0                               | Al-Qadisiyah FC                   | Khalifa International Stadium, Doha          |                |                |        |
| 1994 Szczegóły | Al-Ahly Kair                      | 1:0                               | Al-Szabab Rijad                   | Cairo International Stadium, Kair            |                |                |        |
| 1995 Szczegóły | Club Africain Tunis               | 1:0 po dogr.                      | ES Sahel                          | Stade Olympique de Sousse, Susa              |                |                |        |
| 1996 Szczegóły | Olympique Khouribga               | 3:1                               | Al-Faisaly Amman                  | Amman International Stadium, Amman           |                |                |        |
| 1997 Szczegóły | MC Oran                           | 2:0                               | Al-Szabab Rijad                   | Ismailia Stadium, Ismailia                   |                |                |        |
| 1998 Szczegóły | MC Oran                           | 2:1 po dogr.                      | Al-Jaish SC Damaszek              | Camille Chamoun Sports City Stadium, Bejrut  |                |                |        |
| 1999 Szczegóły | Al-Ittihad                        | 2:0                               | Al-Jaish SC Damaszek              | Mohammed Al-Hamad Stadium, Kuwejt            |                |                |        |
| 2000 Szczegóły | Al-Hilal (Rijad)                  | 2:1 po dogr.                      | An-Nassr                          | Stadion Króla Fahda, Rijad                   | 65 000         |                |        |
| 2001 Szczegóły | Stade Tunisien                    | 2:1 po dogr.                      | Al-Hilal Omdurman                 | Stade Chedli Zouiten, Tunis                  |                |                |        |

## Klasyfikacja medalowa
| Miejsce | Kraj             | Klub                 | Zwycięzca | Finalista | Razem | Lata zwycięstw   | Lata porażek |
| ------- | ---------------- | -------------------- | --------- | --------- | ----- | ---------------- | ------------ |
| 1.      | Maroko           | CO Casablanca        | 3         | 0         | 3     | 1991, 1992, 1993 |              |
| 2.      | Tunezja          | Stade Tunisien       | 2         | 0         | 2     | 1989, 2001       |              |
| .       | Algieria         | MC Oran              | 2         | 0         | 2     | 1997, 1998       |              |
| 4.      | Egipt            | Al-Ahly Kair         | 1         | 0         | 1     | 1994             |              |
| .       | Tunezja          | Club Africain Tunis  | 1         | 0         | 1     | 1995             |              |
| .       | Maroko           | Olympique Khouribga  | 1         | 0         | 1     | 1996             |              |
| .       | Katar            | Al-Ittihad           | 1         | 0         | 1     | 1999             |              |
| .       | Arabia Saudyjska | Al-Hilal (Rijad)     | 1         | 0         | 1     | 2000             |              |
| 9.      | Arabia Saudyjska | Al-Szabab Rijad      | 0         | 2         | 2     |                  | 1994, 1997   |
| .       | Syria            | Al-Jaish SC Damaszek | 0         | 2         | 2     |                  | 1998, 1999   |
| 11.     | Kuwejt           | Kuwait SC            | 0         | 1         | 1     |                  | 1989         |
| .       | Egipt            | Arab Contractors SC  | 0         | 1         | 1     |                  | 1991         |
| .       | Katar            | Al-Sadd              | 0         | 1         | 1     |                  | 1992         |
| .       | Arabia Saudyjska | Al-Qadisiyah FC      | 0         | 1         | 1     |                  | 1993         |
| .       | Tunezja          | ES Sahel             | 0         | 1         | 1     |                  | 1995         |
| .       | Jordania         | Al-Faisaly Amman     | 0         | 1         | 1     |                  | 1996         |
| .       | Arabia Saudyjska | An-Nassr             | 0         | 1         | 1     |                  | 2000         |
| .       | Sudan            | Al-Hilal Omdurman    | 0         | 1         | 1     |                  | 2001         |

## Osiągnięcia krajowe
| Miejsce | Kraj             | Zwycięzca | Finalista | Razem |
| ------- | ---------------- | --------- | --------- | ----- |
| 1.      | Maroko           | 4         | 0         | 4     |
| 2.      | Tunezja          | 3         | 1         | 4     |
| 3.      | Algieria         | 2         | 0         | 1     |
| 4.      | Arabia Saudyjska | 1         | 4         | 5     |
| 5.      | Egipt            | 1         | 1         | 2     |
| .       | Katar            | 1         | 1         | 2     |
| 7.      | Syria            | 0         | 2         | 2     |
| 8.      | Jordania         | 0         | 1         | 1     |
| .       | Kuwejt           | 0         | 1         | 1     |
| .       | Sudan            | 0         | 1         | 1     |